# 大群獣ネズラ
『大群獣ネズラ』（だいぐんじゅうネズラ）は、1964年（昭和39年）の正月興行で公開予定だった大映製作の日本の特撮映画作品。モノクロ、スタンダード。関連作品に、2002年の『最強獣誕生 ネズラ -NEZULLA-』と、本企画の舞台裏を描いた2021年のノンフィクション作品『ネズラ1964』が存在する。

## ストーリー
昭和39年、東京都の南端に所在する離島・笹島に設置された三上宇宙食糧研究所にて、超高単位カロリーを持つ画期的な宇宙食「S602」の培養に、三上博士と助手の大久保らが成功する。しかし、S602を食べた島のネズミが突然変異して巨大化し、島の村落の人々や牛馬を喰い尽くして全滅させる。強大化したネズミたちは「ネズラ」と呼称され、三上博士らの調査を上回って海を渡り、銀座裏の下水道に巣食って増殖しながら東京を襲い始める。
猛威をふるうネズラを前に、三上博士はネズラを共食いさせ、「マンモス・ネズラ」としてさらに巨大化させることにより、その共倒れを図る。やがてマンモス・ネズラはネズラと争い始めるが、三上博士の協力者と思われたシュミット博士が国際諜報員の正体を現し、S602の発明の強奪を図る。

## 解説
本作は「ガメラシリーズ」以前に企画・制作されており、大映特撮怪獣映画の第1弾となるはずの作品であった。大映は東宝の『ゴジラ』に対抗し、1960年代初頭に自社による怪獣映画製作を企画していた。大映東京撮影所では1949年（昭和24年）に『虹男』（牛原虚彦監督）、1956年（昭和31年）に『宇宙人東京に現わる』（島耕二監督）などの特撮映画を制作した実績からも、1963年（昭和38年）に公開されたアルフレッド・ヒッチコック監督の『鳥』の大ヒットによるモンスターパニック人気が決め手となり、「大映怪獣映画の第1弾」として本作は企画されることとなった。また、H・G・ウェルズの小説『神々の糧』を原作とする1976年の『巨大生物の島』も、未知の栄養剤によって巨大化したネズミの群れが人を襲う、撮影に本物のネズミを使っているなど、本作との類似点が見られる。
小嶋伸介によると、企画を発案した特撮監督の築地米三郎は、「週刊誌で瀬戸内海の島にて起こったネズミの大量発生による被害が報じられていたことや、『鳥』に影響を受けた」と語っていたそうである。こうして築地の発案を基に、長谷川公之によって脚本が書き上げられた。その脚本にて笹島の村落全滅を描いた場面では、島民の「ゴジラでもいるんでねえか？」というセリフが登場する。
大映も初のオリジナル怪獣映画作品として本作に力を入れており、当初はぬいぐるみを用いた撮影が予定されていた。しかし、後にガメラを担当することとなる造形スタッフの八木正夫が制作依頼を断ったため、高山良策が担当したものの人間が入るものでは思うような動きが撮れず、企画は「生きたネズミを使う」という方向に修正された。
映画企画としても、この「生きたネズミをそのまま使った接写映像を合成する特撮技法を用いる」という日本初の試みは、国内外の怪獣映画で「ぬいぐるみ方式」や「人形アニメ」が主流であったなか、当時としても斬新なものであり、低予算でかつリアルな映像を製作できる、画期的なものと思われた。主役であるネズミの確保については、各大映系列の映画館にて1匹当たり50円で引き取るとして募集され、映画館には多数のネズミが持ち込まれた。ネズミの受取収集は、「大映正月作品 大群獣ネズラ護送中」と掲げたトラックが宣伝も兼ねて映画館を巡回した。
撮影は1963年（昭和38年）秋に、まず特撮から始められた。八木宏が港区の高速道路の写真を撮り、これをもとに高速道路付近の市街ミニチュアが作られた。ネズラに襲われる3寸大の人間のミニチュアや、3尺大の戦車のミニチュアも使用された。この撮影現場には、2年後に『大怪獣ガメラ』を監督する湯浅憲明も立ち会っている。しかし、「生きたネズミを使う」というネズラの撮影は最初から困難の連続だった。当初、「ネズミは電気に弱い」ということで、高速道路のミニチュアに電気プレートを敷き、電気を流して暴れさせようとしたが、ネズミは固まって動いてくれなかったうえ、照明の当たる明るい場所には避けて近寄らないなど、思うようなカットはほとんど撮れなかったという。
さらに、ネズミの大量飼育に起因してノミやダニ、シラミなどが大量発生した。撮影現場には常にダニと殺虫剤が埃となって舞い、撮影スタッフはガスマスクを装着して撮影に挑まなければならなかった。肝心のネズミたちもずさんな衛生管理の問題で死んでしまったほか、ついには共食いや脱走までに至った。撮影所や大映系映画館の近隣住民からの苦情も殺到したうえ、保健所から警告が届いた果てに組合問題にまで発展した結果、制作は400フィート撮影されたところで中止された。組合委員長で、本作の制作に反対していた特撮チーフ助監督の小嶋伸介は、この顛末を経て大映を退社し、ピープロのスタッフとなった。
最終的には保健所の指示により、大量のネズミを夢の島にて処分することとなったが、「石油をかけての焼却処分風景は、特撮以上にすごかった」という関係者の話も残っている。撮影で死んだネズミのため、スタッフは撮影所そばの寺社で供養を行っている。
予告編フィルムは湯浅が編集したが、徳間大映が角川大映へ資本変更される際に破棄されたため、後年では断片的なスチル写真が残されているのみである。
平山亨によれば、美術スタッフの三上陸男はネズミダニによるダニアレルギーで、瀕死の入院にまで至ったという。この経験からネズミアレルギーになった三上は、のちに造型会社エキスプロダクションに参加して請けた『仮面ライダー』などの特撮テレビドラマでは、ネズミの怪人だけは嫌がって関わらなかった。

## スタッフ
撮影台本では、製作の永田をはじめ、撮影の渡辺、特殊撮影の築地らの名が、また別記で「（特撮スタッフ）」として撮影の金子や進行の川村が記名されている。本編班の「照明」、「音楽」、「編集」、「製作主任」の項目は無記名となっている。
- 製作：永田秀雅
- 企画：仲野和正
- 脚本：長谷川公之
- 監督：村山三男
- 撮影：渡辺公夫
- 録音：三枝康徐
- 美術：高橋康一
- 助監督：菅野恒三
- 特殊撮影：築地米三郎
- スチール：柳澤英雄

以下は特撮スタッフ。
- 撮影：金子友三
- 照明：木村辰五郎
- 美術：渡辺竹三郎
- 進行：川村清
- 助監督：小嶋伸介、田賀保
- 特殊美術：三上陸男、八木宏ほか
- ぬいぐるみ造形：高山良策

## キャスト
- 宇津井健[1]
- 川崎敬三[1]
- 姿美千子[1]
- 松村達雄[1]

## ネズラ
普通のネズミが宇宙食「S602」を食べ、牛ほどの大きさとなって大量発生したもの。
- 身長：2メートル
- 体重：80キログラム（宣伝資料より）

水に落ちると溺れ死ぬ。このシーンでは実際にネズミを溺死させて撮影が行われている。
上述したように「生きたネズミ」が公募によって集められたほか、研究用のモルモットも大量に投入された。上半身部分に人間が入る3尺大のぬいぐるみが高山良策によって制作されたほか、小型のギニョール、3尺大のリモコン模型も制作された。
ネズラの声のSE（効果音）は『大怪獣決闘 ガメラ対バルゴン』での洞窟のコウモリの声に使われた。その後、1991年（平成3年）にLD『ガメラ永久保存化計画』の特典映像として製作された『ガメラ対大邪獣ガラシャープ』の新怪獣「ガラシャープ」の声にも使われている。また、2003年に玩具会社「イワクラ」から、ネズラの食玩フィギュアが商品化されたことがある。